# 津幡町立井上小学校
津幡町立井上小学校（つばたちょうりつ いのうえしょうがっこう）は、石川県河北郡津幡町にある公立小学校。

## 沿革
- 1876年7月 - 第二大学区第二十一中学区川尻区学校として創立
- 1947年4月 - 河北郡井上村立井上小学校に改称
- 1954年3月 - 津幡町立井上小学校に改称
- 1995年5月 - 井上の荘１丁目１番地に新校舎改築着工
- 1996年9月 - 新校舎新築竣工

## 通学区域
- 津幡町[1]
  - 字川尻、字中須加、字五反田、字中橋、井上の荘、字加賀爪(いに限る。)

## 進学先中学校
- 津幡町立津幡南中学校[2]